# Ribautiana cruciata
Ribautiana cruciata är en insektsart som först beskrevs av Ribaut 1931.  Ribautiana cruciata ingår i släktet Ribautiana och familjen dvärgstritar. Inga underarter finns listade i Catalogue of Life.